# Kołymska Elektrownia Wodna
Kołymska Elektrownia Wodna (ros. Колымская гидроэлектростанция) – elektrownia wodna w azjatyckiej części Rosji (obwód magadański) na Kołymie.
Zapora o wysokości 131 m i długości 760 m; pięć hydrozespołów o łącznej mocy 900 MW; średnia produkcja roczna 3325 mln kWh.
Budowę elektrowni planowano już od 1935 roku, jednak przygotowania do niej rozpoczęto dopiero 30 lat później, a właściwa budowa zaczęła się w 1970 r.; kolejne hydrozespoły uruchamiano w latach: 1982 (dwa), 1984, 1988 i 1995. W pobliżu elektrowni wybudowano miasteczko Siniegorje.
W wyniku zbudowania zapory powstał Kołymski Zbiornik Wodny.

## Galeria

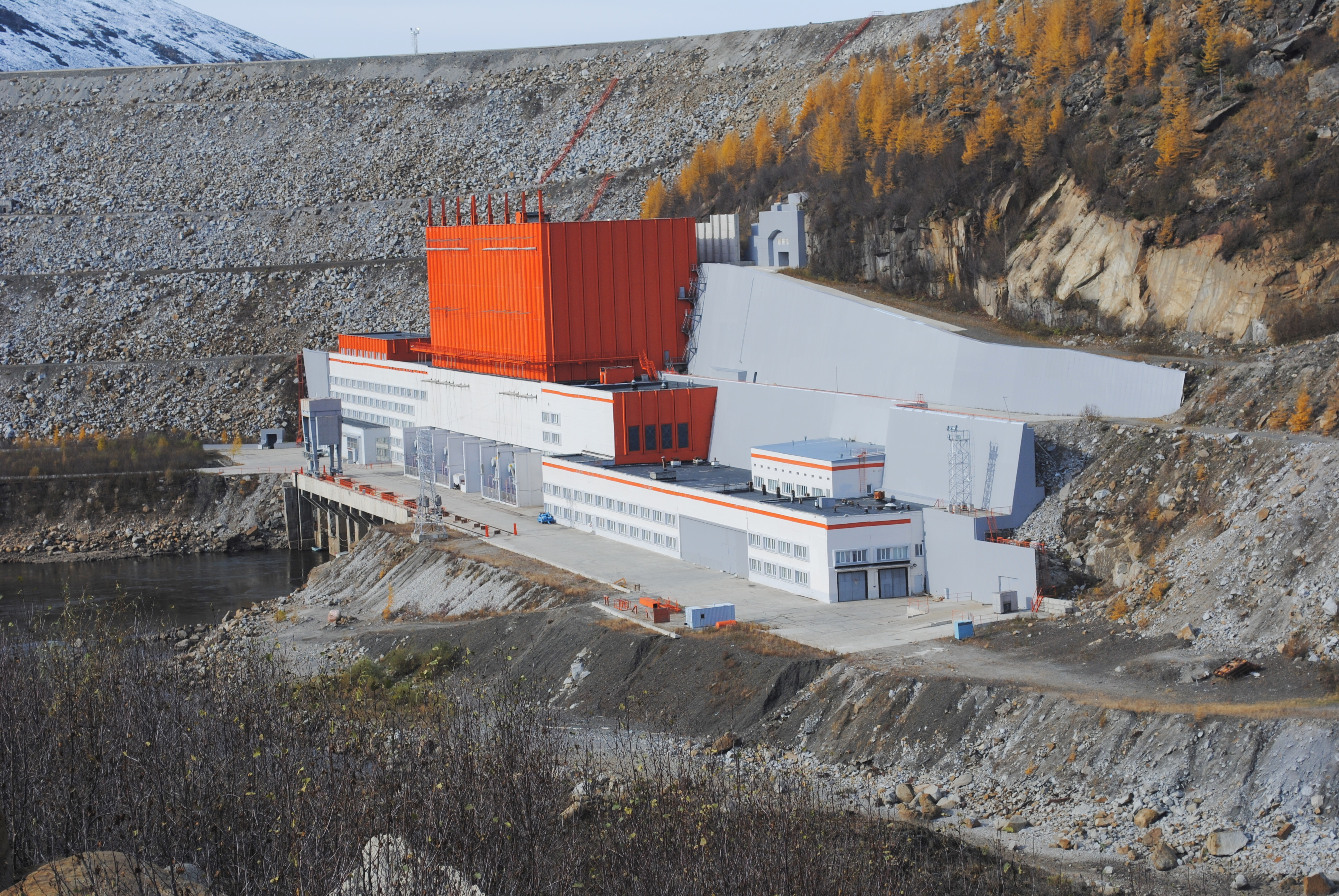
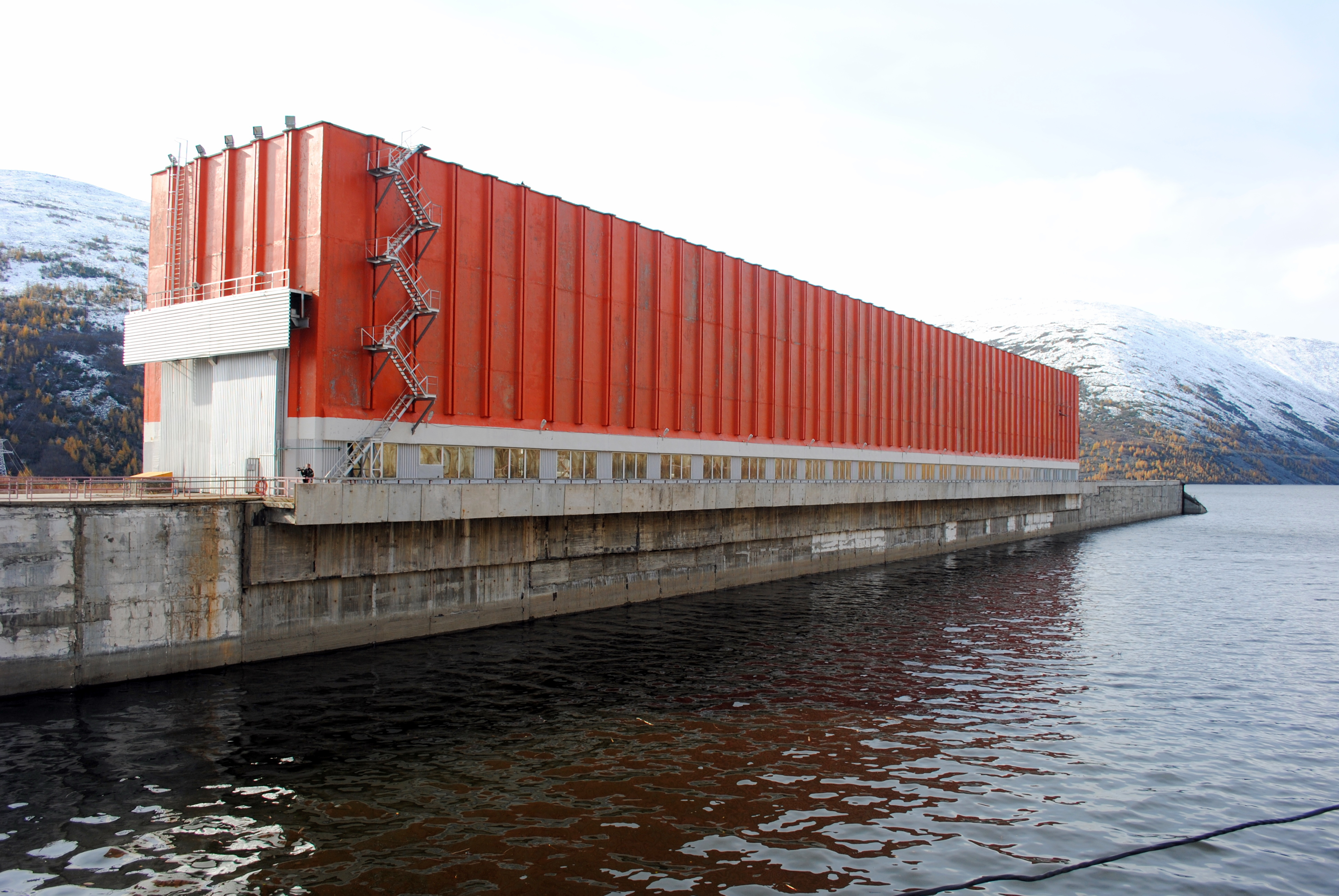
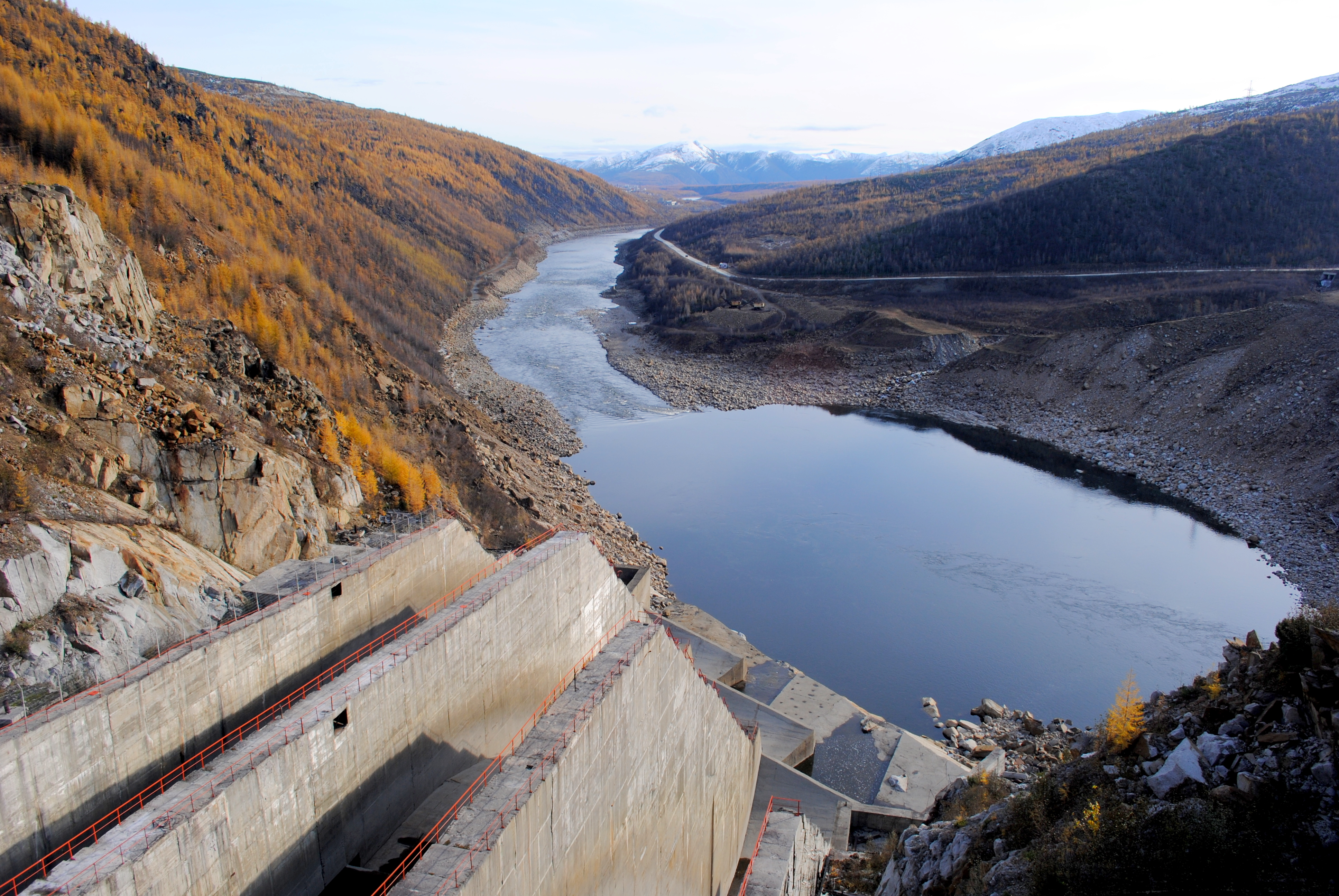
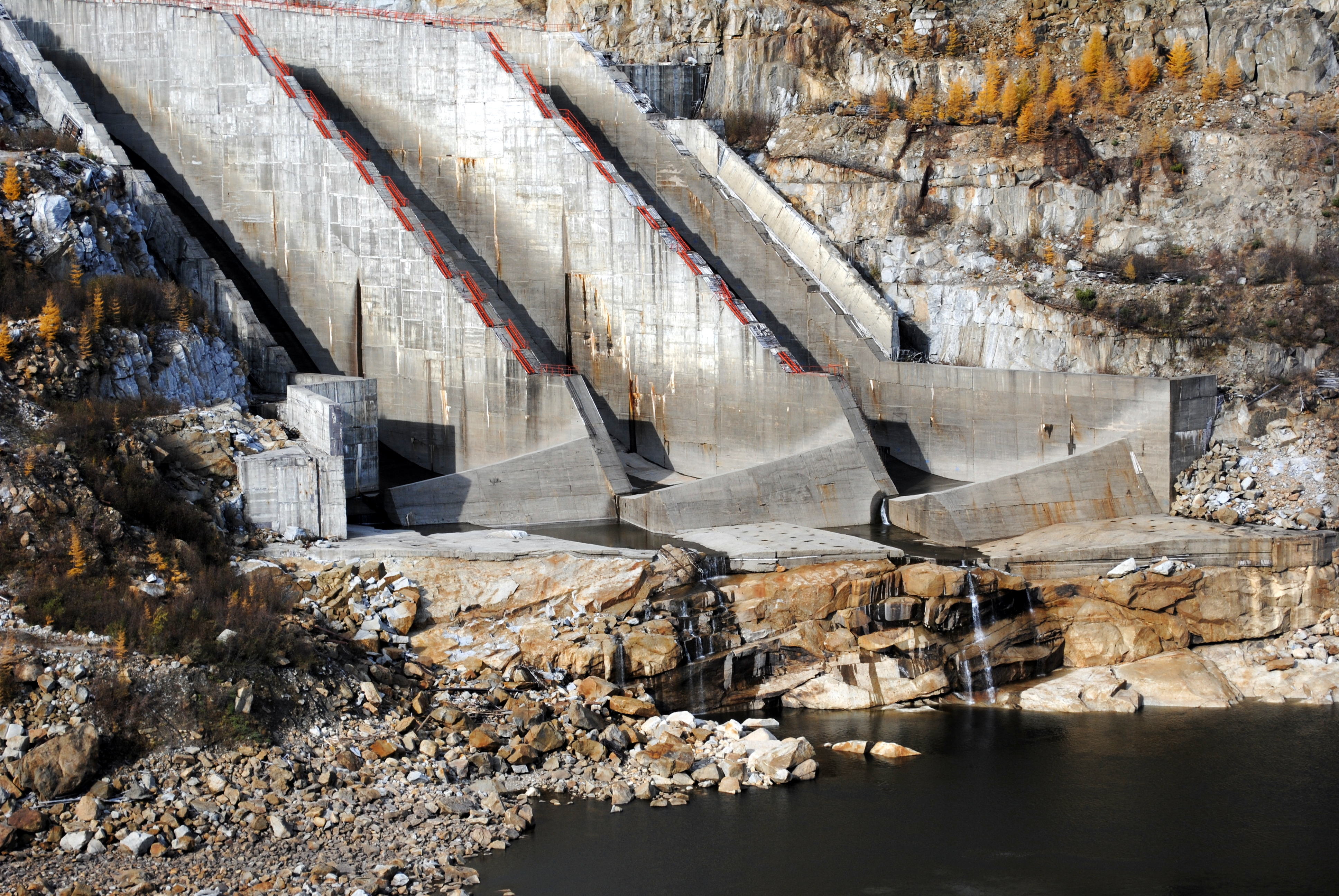
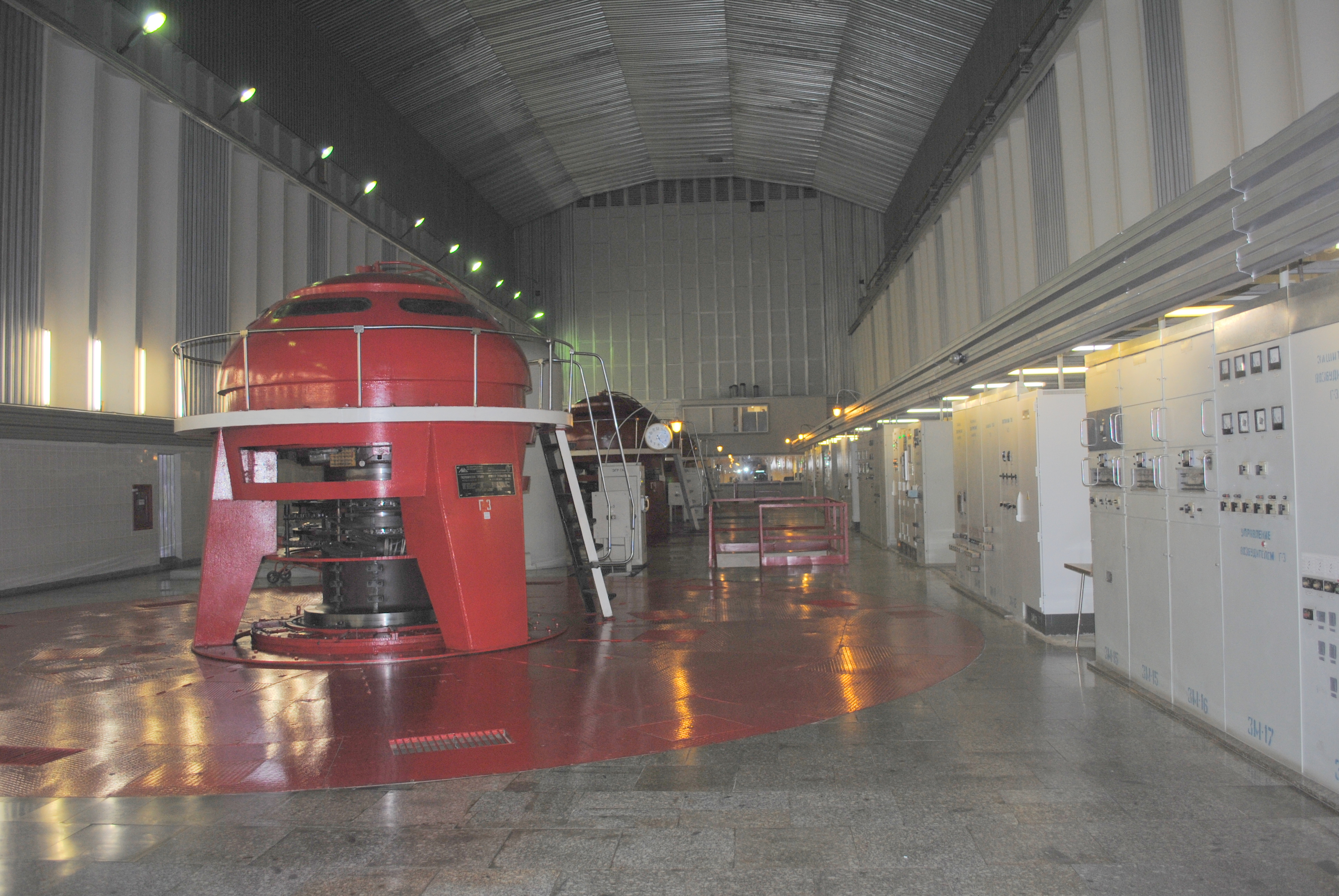